# Breviceps bagginsi
Breviceps bagginsi — вид бесхвостых земноводных из семейства Brevicipitidae, эндемик Южной Африки. Назван в честь Бильбо Бэггинса, так как учёный, открывший его, любил читать «Хоббита» своим детям.

## Описание
Для вида характерен половой диморфизм. Длина тела самцов 20—25,9 мм, самок — около 28,7 мм.

## Поведение
Брачный зов состоит из двух частей и раздаётся на частоте 2552 Гц. Спаривание происходит в подземных гнёздах.
Встречаются на высотах от 25 до 1400 м над уровнем моря.